# Якимчик Вітольд Вітольдович
Віто́льд Віто́льдович Яки́мчик (рос. Витольд Витольдович Якимчик; 26 грудня 1909, Петербург — 28 травня 1977, Усть-Каменогорськ, Казахстан) — радянський шаховий композитор. Майстер спорту СРСР (1963), міжнародний майстер з шахової композиції (1967), міжнародний арбітр з шахової композиції (1967).

## Життя і творчість
Інженер-проектувальник за фахом. Жив у Усть-Каменогорську. З 1927 року опублікував 85 етюдів, 7 з яких отримали призи. Володар бронзової медалі на I конкурсі ФІДЕ 1958 року.
У фіналах чемпіонату СРСР виступав 7 разів, 4 рази потрапляв до першої трійки:
- 1962 — 3 місце
- 1967 — 1-2
- 1971 — 2
- 1973 — 2 місце